# Pitcairnia turbinella
Pitcairnia turbinella är en gräsväxtart som beskrevs av Lyman Bradford Smith. Pitcairnia turbinella ingår i släktet Pitcairnia och familjen Bromeliaceae. Inga underarter finns listade i Catalogue of Life.